# Angulus pygmaeus
Tellina pygmaea är en musselart som först beskrevs av Sven Lovén 1846. I den svenska databasen Dyntaxa används istället namnet Moerella pygmaea.
Enligt Catalogue of Life ingår Tellina pygmaea i släktet Tellina och familjen Tellinidae, men enligt Dyntaxa är tillhörigheten istället släktet Moerella och familjen Tellinidae. Enligt den svenska rödlistan är arten otillräckligt studerad i Sverige. Arten förekommer i Götaland. Artens livsmiljö är havet. Inga underarter finns listade i Catalogue of Life.